# Мэнни, Маргарет
Маргарет Мэнни — модистка в колониальной Филадельфии, первая, кто изготовил флаг для Соединённых Штатов Америки во время Войны за независимость США.
Маргарет Мэнни начала делать Флаги Великобритании и знамёна для судов с декабря 1774. Именно она изготовила первый Континентальный флаг, или Континентальные цвета, который впервые был поднят Джоном Полом Джонсом на борту флагманского корабля «Альфред» 3 декабря 1775 года.